# Kostel svaté Anny (Dětřichov)
Kostel svaté Anny v Dětřichově na Frýdlantsku byl zřejmě postaven v roce 1409. První jistá zmínka o něm však pochází až z roku 1619, kdy měla být přistavěna věž v ose západního průčelí. Nelze přitom vyloučit, že šlo o zvýšení starší stavby. Kostel je chráněn jako kulturní památka.

## Historie

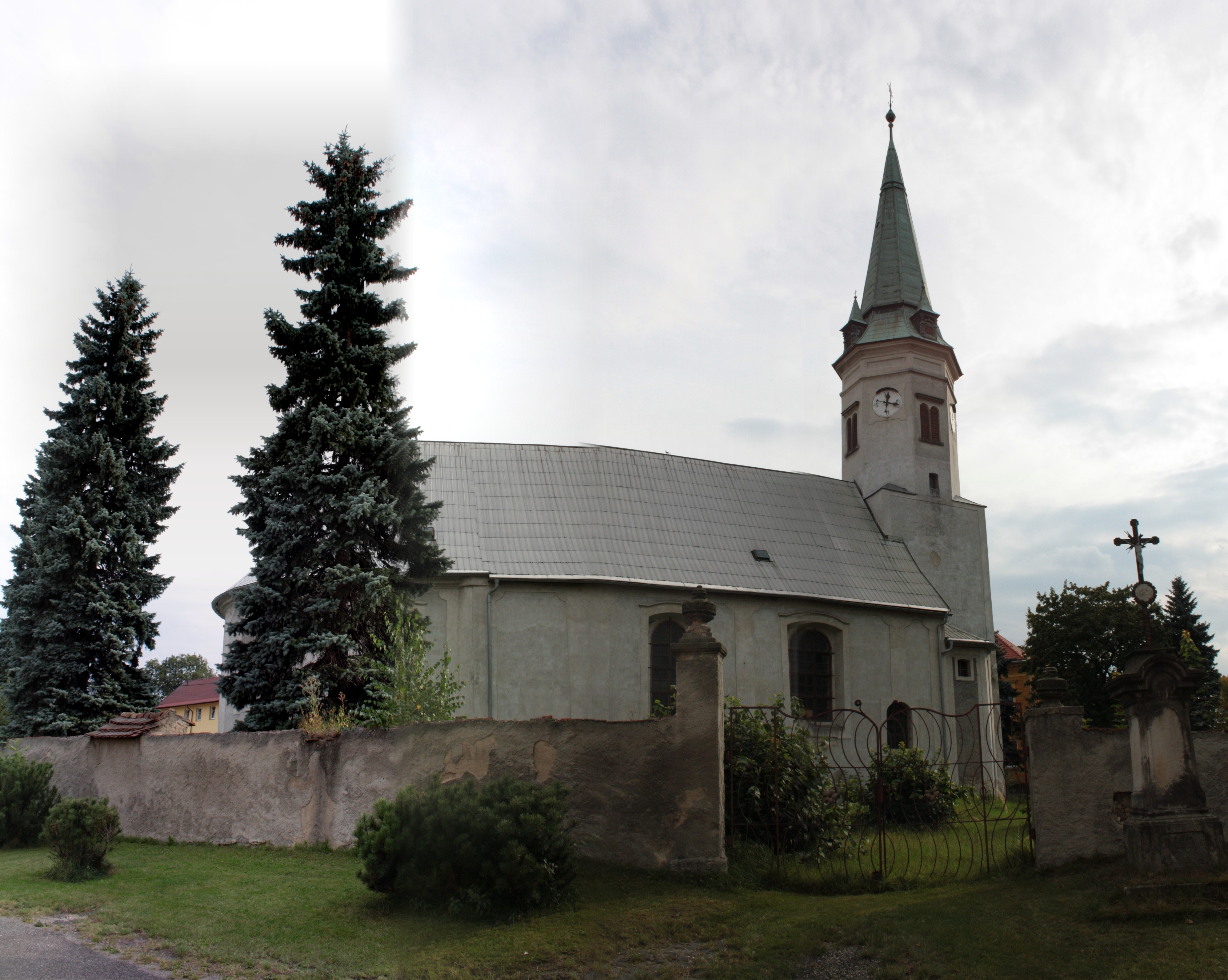
Zadní přístupová brána ke kostelu sv. Anny v Dětřichově

Z rozměrů západní části lodi a z faktu, že jsou v ní zazděné okenní otvory, je možné usuzovat, že dětřichovský kostel patří do skupiny kostelů z přelomu 13. a 14. století. Na frýdlantském panství tehdy vznikaly svatyně vyznačující se téměř čtvercovou lodí, pravoúhle uzavřeným, výškově a šířkově odsazeným presbytářem a spíše výjimečně západní hranolovou věží.
V roce 1720 byl kostel barokně přestavěn. Tehdy vznikl dnešní podkovovitě uzavřený presbytář, mírně užší než loď, jižně od něj sakristie. Loď byla prodloužena k východu, dostala nová okna a tribuny podél boků i u západní stěny. V letech 1889–90 byla zvýšena věž. Po roce 1945 kostel zchátral, v období po roce 1989 se dočkal pouze základní údržby.
Duchovní správci kostela jsou uvedeni na stránce: Římskokatolická farnost Dětřichov u Frýdlantu.

## Vybavení

### Varhany
Ke konci 18. století zbudoval pro kostel varhanář Ambrož Augustin Tauchman nástroj, který vybavil čtyřstopým principálem umístěným v hlavním stroji, dále dvoustopým v positivu a šestnáctistopým rejstříkem Subbaß pro pedál. V roce 1842 varhanář Friedrich Christian Reiß za 95 zlatých nástroj seřídil a pozitiv přesunul ze zábradlí kruchty do korpusu hlavního hracího stroje. O osmnáct let později (1860) byly varhany opětovně vyčištěny, naladěny a opravy se dočkal měch za 25 zlatých. V téže době navíc varhany za 30 zlatých pozlatil Daniel Werner z Rychnova. Roku 1882 ale nákladem 1550 zlatých postavil varhanář Feller nástroj zcela nový.
Dispozice varhan:
| Manuál: |           |    |
| 1.      | Prinzipal | 8' |
| 2.      | Gedeckt   | 8' |
| 3.      | Gamba     | 8' |
| 4.      | Octav     | 4' |
| 5.      | Flöte     | 4' |
| 6.      | Quinte    | 3' |
| 7.      | Octav     | 2' |
| 8.      | Mixtur    | 3× |

| Pedál: |          |     |
| 9.     | Subbaß   | 16' |
| 10.    | Octavbaß | 8'  |

### Křížová cesta
Po obvodu hřbitovní zdi kolem kostela se nacházela křížová cesta. Její jednotlivá zastavení byly zpracovány formou malovaných výjevů. Ve dvacátém století ale zmizely. Z iniciativy Okrašlovacího spolku Dětřichov a místních německých rodáků se za finančního přispění Česko-německého fondu budoucnosti povedlo křížovou cestu obnovit. Na původní podstavce byly nově osazeny plastiky ze skla vytvořené ve sklárně Spider Glass ze sousedních Heřmanic. Jsou vyrobené metodou lehaného skla (tzv. fusingu) a mají na šířku 40 centimetrů a na výšku 60 centimetrů. V sobotu 18. listopadu 2023 křížové cestě požehnal místní římskokatolický kazatel.

## Bohoslužby
Bohoslužby se v kostele konají pravidelně.